# Institut brésilien de l'environnement et des ressources naturelles renouvelables
L'Institut brésilien de l'environnement et des ressources naturelles renouvelables (en portugais : Instituto Brasileiro do Meio Ambiente e dos Recursos Naturais Renováveis) (IBAMA) est une autorité fédérale brésilienne dépendante du ministère de l'Environnement et du Changement climatique. 

## Activités
Organisme exécutif responsable de l'application de la politique nationale de l'environnement, il développe diverses activités pour la préservation et la conservation du patrimoine naturel, exerçant le contrôle et la surveillance de l’utilisation des ressources naturelles, et plus spécifiquement l'eau, la flore, la faune, les sols, etc.). Il lui appartient également d’accorder les licences environnementales.

## Histoire
Il est créé par la loi nº 7.735 du 22 février 1989.
En 2019, son budget annuel est réduit de 24 % par Jair Bolsonaro. Le gouvernement refuse à l'organisme des inspections dans des régions fortement impactées par la déforestation.